# Svrčinovec zastávka
Svrčinovec zastávka – przystanek kolejowy w Świerczynowcu, w kraju żylińskim, na Słowacji.
| Svrčinovec zastávka                                           |  |                            |
| Linia 127 Żylina – Czadca – Mosty koło Jabłonkowa (34,000 km) |  |                            |
| Granica Państwaodległość: 1,000 km                            |  | Czadca odległość: 4,000 km |